# Zofia Podkowińska

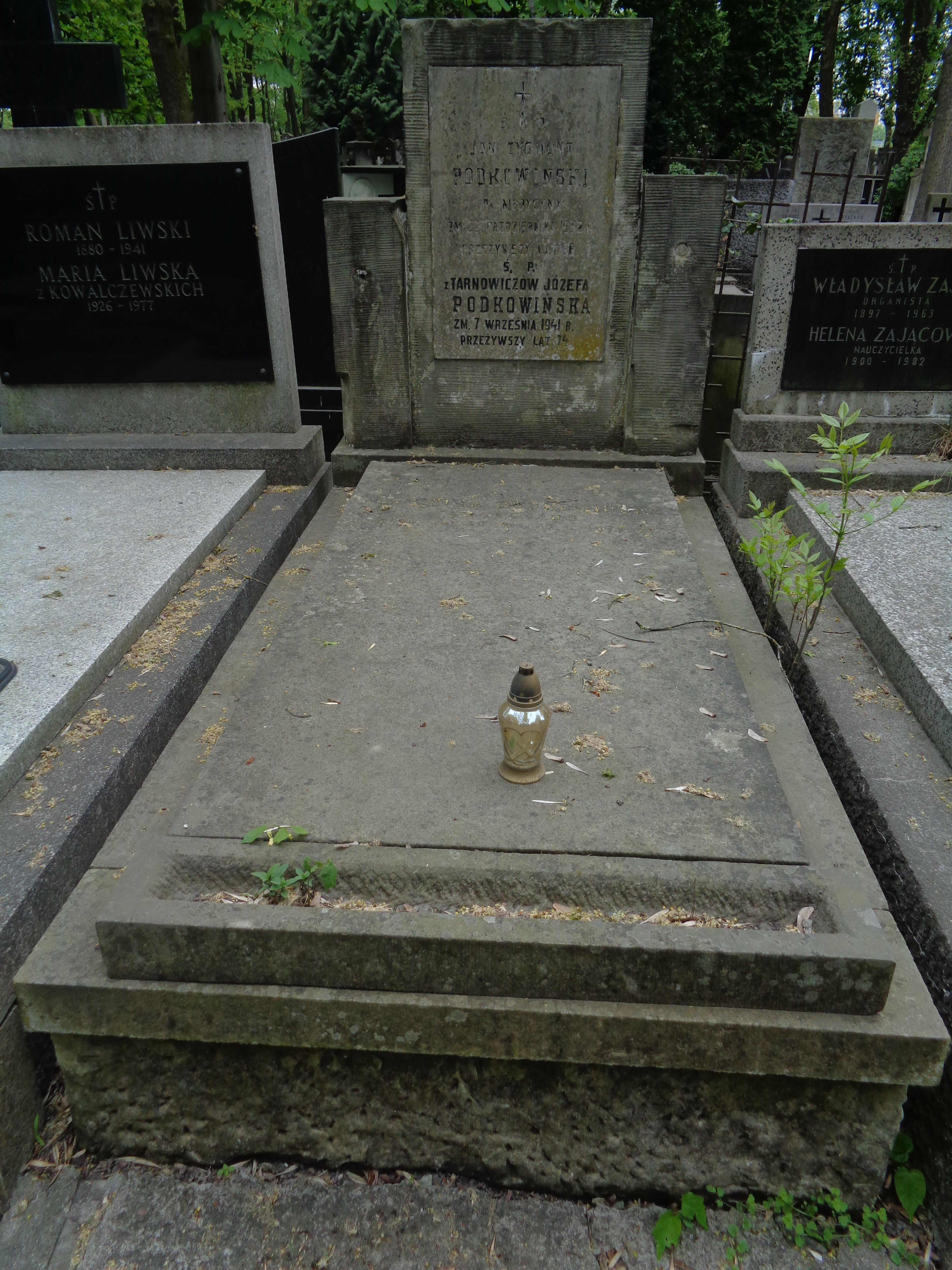
Grób Zofii Podkowińskiej na cmentarzu Powązkowskim w Warszawie

Zofia Podkowińska (ur. 17 maja 1894 w Warszawie, zm. 10 lutego 1975 tamże) – polska historyk-archeolog, specjalistka w zakresie neolitu.

## Życiorys

### Edukacja
Córka lekarza Zygmunta (1867–1932) i Józefy z Tarnowiczów (1867–1941). Okres I wojny światowej spędziła w Rosji. W 1918 ukończyła polskie gimnazjum im. Zofii Różyckiej w Moskwie i otrzymała maturę. Po powrocie do Warszawy początkowo pracowała jako pomoc bibliotekarki, a następnie jako kierownik Biblioteki Powszechnej m. st. Warszawy przy ulicy Rozbrat 24. Do wyboru kierunku studiów przyczynił się jej ojciec, którego pasjonowała antropologia. Jesienią 1918 zapisała się na studia na Wydziale Filozoficznym Uniwersytetu Warszawskiego, od 1920 uczęszczała na zajęcia z archeologii prowadzone przez docenta Włodzimierza Antoniewicza. Studiowała ze Stefanem Krukowskim i Ludwikiem Sawickim, wspólnie badali wydmy podwarszawskie oraz prowadzili pierwsze badania wykopaliskowe. Równocześnie od 1920 do 1922 pracowała jako referent w Głównym Urzędzie Statystycznym. W 1922 została demonstratorką przy Katedrze Archeologii Przedhistorycznej, a dwa lata później młodszą asystentką. W 1927 przedstawiła pracę Starsza i młodsza ceramika wstęgowa w Polsce i uzyskała stopień doktora filozofii, została wówczas asystentką. Podczas badań wykopaliskowych w Jurkowicach zastosowała zaczerpniętą od Ludwika Sawickiego metodę pozwalającą na uzyskanie profili obiektów, pierwsze samodzielne badania przeprowadziła w 1929 w Opatowie. Podczas opracowywania zagadnień neolitu polskiego w 1932 otrzymała z Funduszu Kultury Narodowej stypendium, które umożliwiło jej wyjazd za granice. Pracowała wówczas w muzeach Czechosłowacji, Austrii i Niemiec, wnioski i obserwacje zawarła w pracy Kultura ceramiki wstęgowej, która została przekazana do druku w 1938 i miała być podstawą pracy habilitacyjnej Pożar drukarni w 1939 i mieszkania Zofii Podkowińskiej w 1944 sprawiły, że praca przepadła. 

### Druga Wojna Światowa
Podczas okupacji hitlerowskiej nie była zaangażowana w działalność żadnej organizacji niepodległościowej, działała społecznie pomagając działaczom Gwardii Ludowej, a następnie Armii Ludowej z oddziału Narbutta oraz była zaangażowana w organizowaną przez Adolfa Bermana pomoc rodzinom żydowskim zagrożonym aresztowaniem. Po przeniesieniu we wrześniu 1940 zbiorów Państwowego Muzeum Archeologicznego z Łazienek do gmachu Muzeum Narodowego została zaangażowana przez prof. Konrada Jażdżewskiego do porządkowania tych zbiorów. Wiosną 1941 hitlerowski dyrektor muzeum Ernst Petersen i komisarz Werner Tzschaschel podjęli decyzję o połączeniu wszystkich zbiorów prahistorycznych, w związku z tym Zofia Podkowińska została zatrudniona jako asystentka muzeum i pracowała tam do wybuchu powstania warszawskiego. Aresztowana po jego upadku w październiku 1944 została przetransportowana do obozu koncentracyjnego w Ravensbrück, a następnie do jego filii Konigsberg in Neumark (obecnie Chojna), gdzie przebywała do wyzwolenia w dniu 18 lutego 1945. 

### Kariera po wojnie
Po zakończeniu II wojny światowej została mianowana kustoszem Państwowego Muzeum Archeologicznego, od 1947 była kierownikiem działu młodszej epoki kamienia. Wiosną 1946 wstąpiła do Polskiej Partii Robotniczej. Równocześnie pracowała w Instytucie Kultury Materialnej Polskiej Akademii Nauk, gdzie badała dzieje Wyżyny Sandomierskiej i Małopolski w młodszej epoce kamienia i wczesnej epoce brązu. Należała do rady programowej działu historii w Ministerstwie Oświaty, gdzie brała udział w układaniu programu nauczania historii w szkołach, w tym okresie opublikowała podręcznik do historii z zakresu prahistorii przeznaczony dla nauczycieli. Ponadto działała w terenie, ważnymi osiągnięciami były prowadzone od 1947 (do 1961) wykopaliska w osadzie z epoki kultury pucharów lejkowatych w Ćmielowie. Badaniom w Ćmielowie i Złotej Zofia Podkowińska poświęciła wiele publikacji i prac naukowych. Od 1951 prowadziła wykłady z archeologii Europy i Polski na Studium Historii Kultury Materialnej na Uniwersytecie Warszawskim. Przez cały ten czas wykładała w Pracowni Neolitu, późniejszym Zakładzie Neolitu, w 1954 została jego kierownikiem, została profesorem nadzwyczajnym i zasiadała w Radzie Naukowej Instytutu Kultury Materialnej Polskiej Akademii Nauk. W 1964 przeszła na emeryturę pozostając aktywna zawodowo, uczestnicząc w życiu naukowym archeologii polskiej. 
Nie założyła rodziny. Zmarła 10 lutego 1975, pochowana na cmentarzu Powązkowskim w Warszawie (kwatera 51-3-21).

## Ordery i odznaczenia
- Złoty Krzyż Zasługi (29 października 1947)[7]
- Odznaka 1000-lecia Państwa Polskiego